# Tariq Lamptey
Tariq Lamptey, né le 30 septembre 2000 à Londres, est un footballeur international ghanéen qui évolue au poste d'arrière droit à Brighton & Hove Albion.

## Biographie

### Chelsea FC
D'origine ghanéenne et natif d'Hillingdon au Royaume-Uni, Tariq Lamptey est formé au Chelsea FC, club qu'il rejoint à l'âge de 8 ans. Il signe son premier contrat professionnel en 2017 avec son club formateur. Tariq Lamptey participe à sa première rencontre en équipe première avec les Blues à l'occasion d'un déplacement à Arsenal en Premier League le 29 décembre 2019 (victoire 1-2). Il participe ensuite à deux matchs de Coupe de la Ligue anglaise au cours du mois de janvier 2020.

### Brighton & Hove Albion
Le 31 janvier 2020, Lamptey signe un contrat de trois ans et demi avec Brighton & Hove Albion. Il doit attendre le 23 juin suivant pour faire ses débuts sous le maillot de Brighton & Hove Albion, lors d'un match contre Leicester City (0-0).
Il commence la saison 2020-2021 comme titulaire, se mettant en évidence dès la première journée, face à son ancien club, le Chelsea FC, en étant notamment impliqué sur le but de Leandro Trossard. Les Seagulls s'inclinent toutefois lors de ce match (1-3). Le 1er novembre 2020, Tariq Lamptey inscrit son premier but en professionnel lors d'une rencontre de championnat face à Tottenham Hotspur. Son but permet d'égaliser mais Brighton s'incline tout de même (2-1),.
En 2024, Tariq Lamptey compte 90 matchs de Premier League avec Brighton.

### En sélection
Avec les moins de 19 ans, il participe au championnat d'Europe des moins de 19 ans en 2018. Lors de cette compétition organisée en Finlande, il ne joue qu'une seule rencontre, face à la Norvège. Après le championnat d'Europe, il inscrit un but contre la Macédoine du Nord en octobre 2018.
Le 8 septembre 2020, il dispute sa première rencontre sous le maillot de l'équipe d'Angleterre espoirs, contre l'Autriche. Ce match gagné 1-2 rentre dans le cadre des éliminatoires de l'Euro espoirs 2021.
La sélection ghanéenne annonce le 6 juillet 2022, que Tariq a choisi de représenter son pays d'origine et les Black Stars, pour la Coupe du monde 2022 au Qatar.
Le 14 novembre 2022, il est sélectionné par Otto Addo pour participer à la Coupe du monde 2022.

## Statistiques
| Saison                | Club                   | Championnat           | Championnat | Championnat | Championnat | Coupe nationale | Coupe nationale | Coupe nationale | Coupe de la Ligue | Coupe de la Ligue | Coupe de la Ligue | Compétition(s) continentale(s) | Compétition(s) continentale(s) | Compétition(s) continentale(s) | Compétition(s) continentale(s) | Ghana | Ghana | Ghana | Total | Total | Total |
| Saison                | Club                   | Division              | M.          | B.          | P.d.        | M.              | B.              | P.d.            | M.                | B.                | P.d.              | Comp.                          | M.                             | B.                             | P.d.                           | M.    | B.    | P.d.  | M.    | B.    | P.d.  |
| 2019-2020             | Chelsea FC             | Premier League        | 1           | 0           | 0           | 2               | 0               | 0               | -                 | -                 | -                 | -                              | -                              | -                              | -                              | -     | -     | -     | 3     | 0     | 0     |
| Sous-total            | Sous-total             | Sous-total            | 1           | 0           | 0           | 2               | 0               | 0               | 0                 | 0                 | 0                 | -                              | 0                              | 0                              | 0                              | -     | -     | -     | 3     | 0     | 0     |
| 2019-2020             | Brighton & Hove Albion | Premier League        | 8           | 0           | 1           | -               | -               | -               | -                 | -                 | -                 | -                              | -                              | -                              | -                              | -     | -     | -     | 8     | 0     | 1     |
| 2020-2021             | Brighton & Hove Albion | Premier League        | 11          | 1           | 1           | -               | -               | -               | -                 | -                 | -                 | -                              | -                              | -                              | -                              | -     | -     | -     | 11    | 1     | 1     |
| 2021-2022             | Brighton & Hove Albion | Premier League        | 30          | 0           | 2           | 1               | 0               | 0               | 1                 | 0                 | 0                 | -                              | -                              | -                              | -                              | -     | -     | -     | 32    | 0     | 2     |
| 2022-2023             | Brighton & Hove Albion | Premier League        | 20          | 0           | 0           | 3               | 0               | 1               | 3                 | 1                 | 0                 | -                              | -                              | -                              | -                              | 6     | 0     | 0     | 32    | 1     | 1     |
| 2023-2024             | Brighton & Hove Albion | Premier League        | 19          | 0           | 3           | 1               | 0               | 0               | 1                 | 0                 | 0                 | C3                             | 4                              | 0                              | 0                              | 2     | 0     | 0     | 27    | 0     | 3     |
| 2024-2025             | Brighton & Hove Albion | Premier League        | 12          | 2           | 2           | 2               | 0               | 0               | 3                 | 1                 | 0                 | -                              | -                              | -                              | -                              | 3     | 0     | 0     | 20    | 3     | 2     |
| Sous-total            | Sous-total             | Sous-total            | 100         | 3           | 9           | 7               | 0               | 0               | 8                 | 2                 | 0                 | -                              | 4                              | 0                              | 0                              | 11    | 0     | 0     | 130   | 5     | 9     |
| Total sur la carrière | Total sur la carrière  | Total sur la carrière | 101         | 3           | 9           | 9               | 0               | 1               | 8                 | 2                 | 0                 | -                              | 4                              | 0                              | 0                              | 11    | 0     | 0     | 133   | 5     | 10    |

## Palmarès
| Chelsea FC - UEFA Youth League - Finaliste en 2017-2018 - FA Youth Cup - Vainqueur en 2018 |